# Ugia trigonalis
Ugia trigonalis är en fjärilsart som beskrevs av Kobes 1983. Ugia trigonalis ingår i släktet Ugia och familjen nattflyn. Inga underarter finns listade i Catalogue of Life.